# 이야마 유타

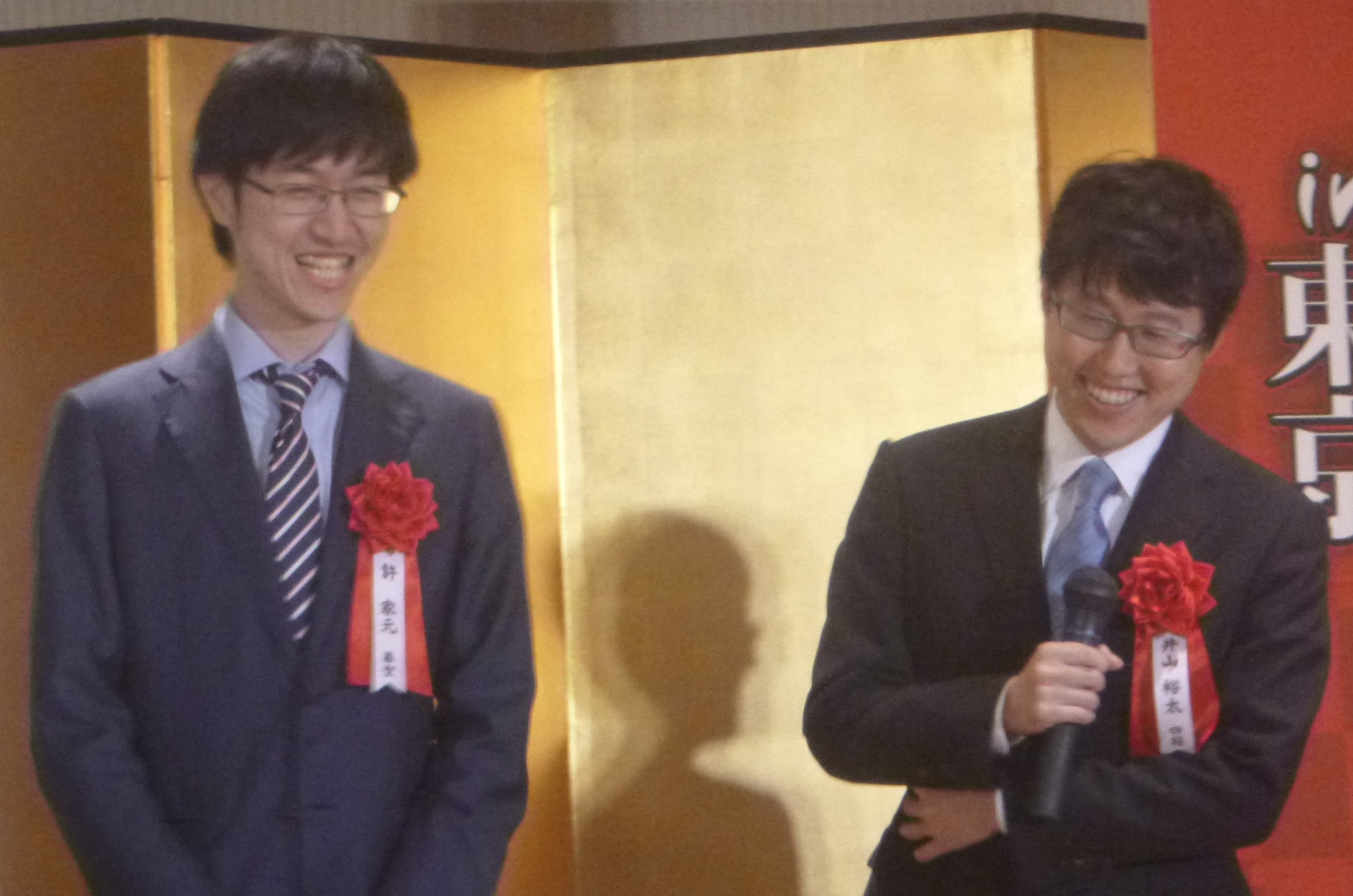
쉬자위안 9단과 이야마 유타 9단

이야마 유타(일본어: 井山裕太, 1989년 5월 24일~)는 일본의 바둑 기사이다. 일본기원 관서총본부 소속이며 9단이다.

## 생애
오사카부 히가시오사카시에서 태어났다. 5살 때 아버지가 사다 준 TV 게임으로 바둑을 배웠다. 6살 때 이시이 구니오 9단의 제자로 들어갔다. 2002년 중학교 1학년 때 프로 입단. 2008년 1월에 7단. 2008년 7월 11일 8단. 2009년 10월 16일 9단 승단. 2012년에 쇼기(将棋) 여류 기사 무로타 이오와 결혼했지만 4년 만에 이혼했다. 2013년 3월 14일 제37기 일본 기성전에서 장쉬 9단을 꺾고 타이틀을 획득, 일본 바둑계 사상 최초로 6관왕을 달성했다. 2013년 6월 30일 제25회 TV 바둑 아시아 선수권대회 결승전에서 박정환 9단을 꺾고 우승을 차지했다. 동년 제68기 본인방전에서 다카오 신지 9단을 꺾고 타이틀 방위, 제38기 명인전에서 야마시타 케이고 9단을 꺾고 타이틀을 획득, 조치훈 9단에 이어 사상 2번째로 대삼관(大三冠)을 달성했다. 2015년 11월 25일 제41기 일본 천원전에서 다카오 신지 9단을 꺾고 지난 2013년 이후 2년만에 다시 6관왕에 올랐다. 2016년 4월 20일 제54기 일본 십단전에서 이다 아쓰시 8단을 꺾고 일본 바둑계 사상 최초로 7관왕(기성전, 명인전, 본인방전, 왕좌전, 천원전, 십단전, 작은기성전)을 달성했다. 그리고 2017년 10월 17일 제42기 명인전에서 다카오 신지 9단을 꺾고 2번째 7관왕을 달성했다. 2022년 제46기 기성전에서 이치리키 료에게 3승 4패로 지면서 2013년부터 이어져 왔던  기성전 10연패 달성에 안타깝게 실패했다.그러다가 2022년 6월 13일에 열린 제77기 혼인보전에서 이치리키 료 9단을 꺾고 4전 전승으로 거두면서 통산 본인방전 11연패를 달성해 종전 조치훈 9단이 기록한 본인방 10연패(1989년~1998년)의 기록을 넘어섰다. 2024년 12월 6일 제72기 왕좌전에서 시바노 도라마루를 3 대 1로 꺾으면서 왕좌전 통산 10회 우승(2012.13.15.16.17.18.21.22.23.24)과 함께 명예왕좌(名誉王座) 칭호 획득과 함께 통산 타이틀 획득수 77(중 7대 타이틀 62)로 종전 조치훈의 통산 타이틀 획득수 76을 넘어 단독 1위 달성!

## 입상
- 2005년 제12기 아함동산배 우승(상대 고바야시 사토루), 최연소 타이틀 획득(16세 4개월), 7단 승단
- 2007년 제32기 신인왕전 우승(상대 모치즈키 겐이치)
- 2008년 제1회 다이와 증권배 그랜드 챔피언전 우승(상대 장쉬), 8단 승단
- 2009년 제2회 다이와 증권배 그랜드 챔피언전 우승(상대 슈토 슌), 제34기 일본 명인전 우승(상대 장쉬 4-1, 최연소 명인 등극: 20세 4개월), 최연소 9단 승단,

제18기 일본 용성전 우승(상대 장쉬)
- 2010년 제35기 일본 명인전 우승(상대 다카오 신지 4-0, 2연패)
- 2011년 제24회 후지쯔배 세계 바둑 선수권 대회 3위, 제49기 일본 십단전 우승(상대 장쉬 3-2), 제37기 일본 천원전 우승(상대 유키 사토시 3-0), 제20기 용성전 우승(상대 유키 사토시),

제18기 아함동산배 우승(상대 야마시타 케이고)
- 2012년 제67기 일본 본인방전 우승(상대 야마시타 케이고 4-3), 제50기 일본 십단전 우승(상대 장쉬 3-1), 제37기 일본 작은기성전 우승(상대 하네 나오키 3-0),

제38기 일본 천원전 우승(상대 고노 린 3-0), 제60기 일본 왕좌전 우승(상대 장쉬 3-0), 제21기 용성전 우승(상대 린한제, 2연패)
- 2013년 제37기 기성전 우승(상대 장쉬 4-2), 제25회 TV 바둑 아시아 선수권대회 우승(상대 박정환), 제68기 본인방전 우승(상대 다카오 신지 4-3, 2연패), 제38기 명인전 우승(상대 야마시타 케이고 4-3),

제38기 작은기성전 우승(상대 고노 린 3-2, 2연패), 제61기 왕좌전 우승(상대 장쉬 3-1, 2연패), 제39기 천원전 우승(상대 아키야마 지로 3-0, 2연패)
- 2014년 제38기 기성전 우승(상대 야마시타 케이고 4-2, 2연패), 제69기 본인방전 우승(상대 이다 아쓰시 4-1, 3연패), 제39기 작은기성전 우승(상대 고노 린 3-2, 3연패), 제39기 일본 명인전 우승(상대

고노 린 4-2, 2연패), 제21기 아함동산배 우승(상대 고노 린)
- 2015년 제39기 기성전 우승(상대 야마시타 케이고 4-3, 3연패), 제70기 본인방전 우승(상대 야마시타 케이고 4-1, 4연패), 제40기 작은기성전 우승(상대 야마시타 케이고 3-1, 4연패), 제40기 일본 명인전 우승

(상대 다카오 신지 4-0, 3연패), 제22기 아함동산배 우승(상대 쉬자위안), 제63기 일본 왕좌전 우승(상대 무라카와 다이스케 3-0), 제41기 일본 천원전 우승(상대 다카오 신지 3-0)
- 2016년 제40기 기성전 우승(상대 야마시타 케이고 4-0, 4연패), 제54기 십단전 우승(상대 이다 아쓰시 3-1, 일본 바둑 사상 최초로 7관왕 달성),

제71기 본인방전 우승(상대 다카오 신지 4-1, 5연패, 명예 본인방 자격 획득, ※26세 혼인보 몬유(26世本因坊文裕), 제41기 작은기성전 우승(상대 무라카와 다이스케 3-0, 5연패, 명예 작은기성(名誉碁聖) 칭호 획득),
제64기 일본 왕좌전 우승(상대 위정치 3-0), 제42기 일본 천원전 우승(상대 이치리키 료 3-1)
- 2017년 제41기 기성전 우승(상대 고노 린 4-2, 5연패, 명예기성(名誉棋聖) 자격 획득), 제64기 일본 NHK배 우승(상대 이치리키 료), 제55기 십단전 우승(상대 위정치 3-1, 2연패), 제72기 혼인보 우승(상대 모토키 가쓰야 4-0 ,6연패), 제42기 작은기성전 우승(상대 야마시타 케이고 3-0, 6연패), 제42기 일본 명인전 우승(4-1, 상대 다카오 신지) 2번째 전관왕 달성, 제43기 일본 천원전 우승(상대 이치리키 료 3-0), 제65기 일본 왕좌전 우승(상대 이치리키 료 3-0)
- 2018년 제22회 LG배 조선일보 기왕전 준우승(1-2, 상대 셰얼하오 5단), 국민영예상 수상, 제42기 기성전 우승(상대 이치리키 료 4-0, 6연패), 제65기 일본NHK배 우승 2연패(상대 시다 다쓰야 7단), 2018 월드바둑챔피언십 준우승(상대 박정환 9단),제56기 십단전 우승(상대 무라카와 다이스케 8단 3-0, 3연패),제73기 혼인보 우승(상대 야마시타 케이고 4-1 ,7연패), 제43기 작은기성전 준우승(상대 쉬자위안,0-3), 제43기 명인전 준우승(상대 장쉬,3-4), 제66기 왕좌전 우승(3-2. 상대 이치리키 료 8단), 제44기 천원전 우승 (3-2, 상대 야마시타 케이고 9단) ♦7대 메이전 기전 타이틀 획득수 43회 신기록 달성(종전 조치훈 9단 42회)
- 2019년 제43기 기성전 우승(4-3, 상대 야마시타 케이고 9단, 7연패 달성), 제66기 일본 NHK배 준우승(상대 이치리키 료 8단),제57기 일본 십단전 준우승(1-3, 상대 무라카와 다이스케 8단),제74기 혼인보 우승(상대 고노 린 9단 4-2, 8연패), 제45기 천원전 우승 (3-2, 상대 쉬자위안 8단, 5연패, 명예천원(名誉天元) 칭호 획득), 제67기 왕좌전 준우승(1-3, 상대 이치리키 료)
- 2020년 제44기 기성전 우승(4-2, 상대 고노 린 9단, 8연패 달성),♦고바야시 고이치 9단과 타이기록, 제67기 NHK배 우승(상대 이치리키 료 8단), 제75기 혼인보 우승(4-1, 상대 시바노 도라마루 9단, 9연패 달성), 제27기 아함동산배 우승(상대 야마시타 케이고 9단), 제45기 명인전 우승(4-1, 상대 시바노 도라마루 9단), ♦60세 미만 현역 가운데 26세 본인방(혼인보, 二十六世本因坊) 호칭 자격 획득.
- 2021년 제45기 기성전 우승(4-1, 상대 고노 린 9단, 9연패 달성), 제76기 혼인보 우승(4-3, 상대 시바노 도라마루) ♦ 10연패로 조치훈 9단과 타이, 제46기 작은기성전 우승(3-2, 상대 이치리키 료), 제46기 명인전 우승(4-3, 상대 이치리키 료 9단), 제69기 왕좌전 우승(3-2, 상대 시바노 도라마루)
- 2022년 제46기 기성전 준우승(3-4, 상대 이치리키 료 9단)(2013년부터 이어진 ♦ 기성전 10연패 달성 실패), 제77기 혼인보전 우승(4-0, 상대 이치리키 료 9단)(♦ 통산 11연패이자 종전 조치훈 9단의 본인방전 10연패를 넘었다.), 제47기 일본 작은기성전 우승(3-0, 상대 이치리키 료 9단), 제70기 왕좌전 우승 (3-0, 상대 위정치 8단), 제31기 용성전 우승(상대 유키 사토시 9단)
- 2023년 제78기 혼인보전 준우승(3-4, 상대 이치리키 료 9단, ♦2012년부터 이어져온 본인방전 12연패 달성 실패),제48기 작은기성전 우승(3-0, 상대 이치리키 료 9단), 제48기 명인전 준우승(2-4, 상대 시바노 도라마루 9단), 제71기 왕좌전 우승 (♦통산 9번째 왕좌전 우승 3-2, 상대 위정치 8단),제30기 아함동산배 (일본) 준우승(상대 이치리키 료), 제32기 용성전 우승(2연패, 상대 시바노 도라마루 9단)
- 2024년 제48기 기성전 준우승(3-4, 상대 이치리키 료), 제62기 십단전 우승(3-2, 상대 시바노 도라마루),제49기 작은기성전 우승(3-0, 상대 시바노 도라마루 9단), 제72기 왕좌전 우승 (♦통산 10번째 우승과 함께 명예왕좌(名誉王座) 칭호 획득, 3-1 상대 시바노 도라마루) ☆타이틀 획득수 77(중 7대 타이틀 62)를 기록해 종전 조치훈의 통산 타이틀 획득수 76을 넘어 단독 1위 달성!
- 2025년 제49기 기성전 준우승(3-4, 상대 이치리키 료), 제63기 십단전 준우승(0-3, 상대 시바노 도라마루), 제72기 NHK배 준우승(상대 위정치 8단)

## 국제기전 성적
| 대회       | 2008 | 2009 | 2010  | 2011 | 2012 | 2013 | 2014 | 2015 | 2016 | 2017   | 2018  | 2019  | 2020 | 2021 | 2022 | 2023 | 2024 | 2025 |
| ---------- | ---- | ---- | ----- | ---- | ---- | ---- | ---- | ---- | ---- | ------ | ----- | ----- | ---- | ---- | ---- | ---- | ---- | ---- |
| 잉씨배     | ×    | -    | -     | -    | ×    | -    | -    | -    | ×    | -      | -     | -     | 28강 | -    | -    | -    | 28강 | -    |
| 후지쯔배   | 16강 | 16강 | ×     | 3위  | 중지 | -    | -    | -    | -    | -      | -     | -     | -    | -    | -    | -    | -    | -    |
| 삼성화재배 | ×    | ×    | ×     | ×    | ×    | ×    | ×    | ×    | ×    | 16강   | 8강   | 32강  | ×    | ×    | ×    | 32강 | ×    |      |
| LG배       | ×    | 16강 | 32강  | 16강 | ×    | 8강  | ×    | ×    | ×    | 준우승 | 32강  | 16강  | ×    | ×    | ×    | ×    | ×    | 16강 |
| 춘란배     | ×    | -    | 16강  | -    | ×    | -    | 16강 | -    | ×    | -      | ×     | -     | 24강 | -    | 24강 | -    | 24강 | -    |
| BC카드배   | -    | 32강 | 32강  | ×    | 64강 | 중지 | -    | -    | -    | -      | -     | -     | -    | -    | -    | -    | -    | -    |
| 바이링배   | -    | -    | -     | -    | ×    | -    | ×    | -    | ×    | -      | 8강   | -     | 중지 | -    | -    | -    | -    | -    |
| 몽백합배   | -    | -    | -     | -    | -    | ×    | -    | ×    | -    | ×      | -     | ×     | -    | -    | -    | 64강 | -    |      |
| 신아오배   | -    | -    | -     | -    | -    | -    | -    | -    | ×    | -      | 중지  | -     | -    | -    | -    | -    | -    | -    |
| 천부배     | -    | -    | -     | -    | -    | -    | -    | -    | -    | -      | ×     | -     | 중지 | -    | -    | -    | -    | -    |
| 란커배     | -    | -    | -     | -    | -    | -    | -    | -    | -    | -      | -     | -     | -    | -    | -    | 32강 | 4강  |      |
| 난양배     | -    | -    | -     | -    | -    | -    | -    | -    | -    | -      | -     | -     | -    | -    | -    | -    | ×    |      |
| 북해신역배 | -    | -    | -     | -    | -    | -    | -    | -    | -    | -      | -     | -     | -    | -    | -    | -    | -    | 64강 |
| TV아시아   | ×    | ×    | 1회전 | ×    | ×    | 우승 | 4강  | ×    | ×    | 1회전  | 1회전 | 1회전 | 중지 | -    | -    | -    | -    | -    |
| 농심배     | ×    | 0:1  | 0:1   | ×    | ×    | ×    | 2:1  | 0:1  | 0:1  | 0:1    | 0:1   | 1:1   | 0:1  | 4:1  | 0:1  | 0:1  | 0:1  |      |